# EdDSA
在公钥密码学，爱德华兹曲线数字签名算法（EdDSA）是一种数字签名方式，使用一种基于扭曲的爱德华兹曲线的施诺尔签名变种。
其被设计为比现有的数字签名方式更快同时不牺牲安全性。Daniel J. Bernstein、Niels Duif、Tanja Lange、Peter Schwabe 和 Bo-Yin Yang等人的团队研发了这一算法，并将其参考实现发布为了公有领域软件。

## 概要
以下是 EdDSA 的简化描述，忽略将整数和曲线点编码为位串的细节。关于完整的细节，请参见论文和RFC。
一种EdDSA 签名方案是一种下列内容的组合：:1–2:5–6:5–7
- 奇素数幂{\displaystyle q}上的有限域{\displaystyle \mathbb {F} _{q}}
- {\displaystyle \mathbb {F} _{q}}上的椭圆曲线{\displaystyle E}，其{\displaystyle \mathbb {F} _{q}}关系点群{\displaystyle E(\mathbb {F} _{q})}的阶数为{\displaystyle \#E(\mathbb {F} _{q})=2^{c}\ell }，其中{\displaystyle \ell }是一个大素数且{\displaystyle 2^{c}}被称为辅因子
- 阶数为{\displaystyle \ell }的基点{\displaystyle B\in E(\mathbb {F} _{q})}
- 有{\displaystyle 2b}位输出的密码学散列函数{\displaystyle H}，其中{\displaystyle 2^{b-1}>q}，使得{\displaystyle \mathbb {F} _{q}}的元素和{\displaystyle E(\mathbb {F} _{q})}中的曲线点可以被以{\displaystyle b}位的字符串表示。

这些参数对于使用同一EdDSA签名方案的所有用户都是通用的。EdDSA签名方案的安全性关键取决于参数的选择，除了基点的任意选择之外，例如，Pollard Rho算法预计需要大约{\displaystyle {\sqrt {\ell \pi /4}}}次曲线相加才能计算离散对数， 所以{\displaystyle \ell }必须足够大才能使其不可行，并且通常取值超过2200。
{\displaystyle \ell }的选择受限于{\displaystyle q}的选择，因为根据哈斯定理, {\displaystyle \#E(\mathbb {F} _{q})=2^{c}\ell }不能与{\displaystyle q+1}相差超过{\displaystyle 2{\sqrt {q}}}。散列函数{\displaystyle H}在EdDSA安全性的正式分析中通常被建模为随机预言。
在 EdDSA 签名方案中，
公钥
EdDSA公钥是一个曲线点{\displaystyle A\in E(\mathbb {F} _{q})}，编码为{\displaystyle b}位。
签名验证
公钥{\displaystyle A}对消息{\displaystyle M}的EdDSA签名是元组{\displaystyle (R,S)}，编码为{\displaystyle 2b}位，由满足下面的验证方程的曲线点{\displaystyle R\in E(\mathbb {F} _{q})}和整数{\displaystyle 0<S<\ell }组成。{\displaystyle \parallel }表示串接。
{\displaystyle 2^{c}SB=2^{c}R+2^{c}H(R\parallel A\parallel M)A}
私钥
EdDSA私钥是一个{\displaystyle b}位字符串{\displaystyle k}，其应该被均匀地随机选择。对应的公钥为{\displaystyle A=sB}，其中{\displaystyle s=H_{0,\dots ,b-1}(k)}为通过将{\displaystyle H(k)}的最低有效{\displaystyle b}位解释为小端字节序的整数得到。
签名
消息{\displaystyle M}的签名被确定地计算为{\displaystyle (R,S)}，其中{\displaystyle R=rB}，{\displaystyle r=H(H_{b,\dots ,2b-1}(k)\parallel M)}，且{\displaystyle S\equiv r+H(R\parallel A\parallel M)s{\pmod {\ell }}}这满足验证方程：
{\displaystyle {\begin{aligned}2^{c}SB&=2^{c}(r+H(R\parallel A\parallel M)s)B\\&=2^{c}rB+2^{c}H(R\parallel A\parallel M)sB\\&=2^{c}R+2^{c}H(R\parallel A\parallel M)A.\end{aligned}}}

## Ed25519
Ed25519是使用SHA-512（SHA-2）和Curve25519的EdDSA签名方式，其中：
- {\displaystyle q=2^{255}-19,}
- {\displaystyle E/\mathbb {F} _{q}}是扭曲的爱德华兹曲线

{\displaystyle -x^{2}+y^{2}=1-{\frac {121665}{121666}}x^{2}y^{2},}
- {\displaystyle \ell =2^{252}+27742317777372353535851937790883648493}，且{\displaystyle c=3}
- {\displaystyle B}为{\displaystyle E(\mathbb {F} _{q})}中独特的一点，其{\displaystyle y}坐标为{\displaystyle 4/5}，且{\displaystyle x}坐标为正数
“正数”根据位编码定义：
  - “正”坐标是偶数坐标（最低有效位被清除）
  - “负数”坐标是奇数坐标（最低有效位被设置）
- {\displaystyle H}为SHA-512，其{\displaystyle b=256}。

曲线{\displaystyle E(\mathbb {F} _{q})}与被称为Curve25519的蒙哥马利曲线双有理等价。等价的是：
{\displaystyle x={\frac {u}{v}}{\sqrt {-486664}},\quad y={\frac {u-1}{u+1}}}

### 性能
原作团队将Ed25519针对x86-64 Nehalem、Westmere处理器家族进行了优化x86-64。可以批量执行64个签名的验证，以获得更大的吞吐量。Ed25519 旨在提供与128位对称密码质量相当的抗攻击能力。
公钥的长度为256位，签名的长度为512位。

### 安全编码
Ed25519旨在避免使用依赖于秘密数据的分支条件或数组索引的实现，:2:40以缓解侧信道攻击。
与其他基于离散对数的签名方案一样，EdDSA 为每个签名使用一个唯一的、被称为“nonce”的秘密值。在DSA和ECDSA签名方案中，传统上，这个随机数是为每个签名随机生成的，如果随机数生成器在签名时被破坏并且是可预测的，则签名可能会泄漏私钥，就像Sony PlayStation 3固件更新签名密钥所发生的那样。
相比之下，EdDSA 确定性地选择 nonce 作为私钥和消息的哈希值的一部分。因此，一旦生成私钥，EdDSA 就不再需要随机数生成器来进行签名，并且不存在用于生成签名的受损随机数生成器泄露私钥的风险。:8

### 标准化与实施不一致
值得注意的是，EdDSA 有两项标准化工作，一项来自IETF，即信息性RFC 8032，另一项来自NIST，作为FIPS 186-5的一部分。两个标准之间的差异已经被分析了，并且有测试向量。

### 软件
Ed25519 的显着用途包括OpenSSH、GnuPG及各种替代方案和OpenBSD的signify工具。SSH协议中的Ed25519和Ed448使用已经得到标准化。在2023年，FIPS 186-5 标准的最终版确定将Ed25519包含为一种批准的签名方案。
- Apple Watch和iPhone使用Ed25519密钥进行IKEv2相互认证[22]
- Botan
- Crypto++
- CryptoNote 加密货币协议
- Dropbear SSH[23]
- I2Pd的EdDSA实现[24]
- Java Development Kit 15
- Libgcrypt
- Minisign[25]和macOS的Minisign Miscellanea[26]
- NaCl / libsodium[27]
- OpenSSL 1.1.1[28]
- Python的一个缓慢但简洁的替代实现[29]，不包含侧信道攻击保护[30]
- Supercop参考实现[31]（带有内联汇编的C语言）
- Virgil PKI默认使用Ed25519密钥[32]
- wolfSSL[33]

## Ed448
Ed448是使用SHAKE256和Curve448的EdDSA签名方式，定义于RFC 8032。其也已被FIPS 186-5标准的最终版本批准。